# Geografia de Kiribati
A República Independente de Kiribati, pertencente à Commonwealth, consiste num conjunto de 33 atóis de coral, agrupados em três grupos de ilhas, no centro do Oceano Pacífico. De oeste para este existe o grupo das ilhas Gilbert (17), as Ilhas Phoenix (8) e as ilhas da Linha (8), excluindo três da parte norte deste grupo que são território dos Estados Unidos.
Tarawa do Sul é a capital (com 50 182 habitantes) e situa-se no atol de Tarawa, no norte das Ilhas Gilbert.
Kiribati tem uma área de 811 km² e só 20 das ilhas são habitadas. As ilhas Fénix não têm uma população permanente. Banaba também faz parte de Kiribati e é a mais rica das ilhas. As ilhas que constituem Kiribati, estão dispersas por uma extensão de 5 000 000 km² no Oceano Pacífico. 
De uma maneira geral, o clima é tropical e temperado pelos ventos alísios. O seu ponto mais alto tem apenas 81m, e situa-se na ilha Banaba.
Já foram colónias e protetorados britânicos e estiveram ocupadas pelos japoneses durante a Segunda Guerra Mundial, sendo retomadas pelas tropas dos Estados Unidos depois da violenta Batalha de Tarawa, em novembro de 1943.